# ایان رابرتز
ایان رابرتز (انگلیسی: Ian Roberts؛ زادهٔ ۳۱ ژوئیهٔ ۱۹۶۵) بازیکن راگبی ۱۳ نفره و هنرپیشه اهل استرالیا است.

## گزیده فیلمشناسی
از فیلم‌ها یا برنامه‌های تلویزیونی که وی در آن نقش داشته‌است می‌توان به بازگشت سوپرمن، دریلبیت تیلور، ساتسی، برادرخوانده، شب‌های تالادگا، رفتگر، و گام شرمسارانه اشاره کرد.